# Masiekowszczyzna
Masiekowszczyzna (biał. Масюкоўшчына, Masiukouszczyna; ros. Масюковщина, Masiukowszczina) – chutor na Białorusi, w obwodzie grodzieńskim, w rejonie świsłockim, w sielsowiecie Niezbodzicze, w pobliżu granicy z Polską.

## Historia
W XIX i w początkach XX w. położona była w Rosji, w guberni grodzieńskiej, w powiecie wołkowyskim.
W dwudziestoleciu międzywojennym folwark (później oznaczany jako kolonia) leżący w Polsce, w województwie białostockim, w powiecie wołkowyskim, w gminie Świsłocz. W 1921 miejscowość była zniszczona i niezamieszkana.
Po II wojnie światowej w granicach Związku Sowieckiego. Od 1991 w niepodległej Białorusi.